# Survivor Series 2001
Survivor Series 2001 è stata la quindicesima edizione dell'omonimo pay-per-view prodotto dalla World Wrestling Federation. L'evento si è svolto il 18 novembre 2001 al Greensboro Coliseum di Greensboro.
Questo pay-per-view è ricordato principalmente per la fine della storyline dell'Invasion.

## Storyline
L'evento segnò di fatto la fine della storyline dell'Invasion tra l'Alliance di Shane McMahon e la stessa World Wrestling Federation di Mr. McMahon.
Quest'edizione è ricordata per due match di unificazione: nel primo, Edge, detentore del WCW United States Championship, sconfisse Test, detentore del WWF Intercontinental Championship, unificando i titoli. Nel secondo, invece, i Dudley Boyz, detentori del WCW World Tag Team Championship, sconfissero gli Hardy Boyz, detentori del WWF Tag Team Championship, anche in questo caso unificando i titoli.
Molto celebre fu anche il Winner Takes All 5-on-5 Traditional Survivor Series Elimination match in cui il Team WWF (Big Show, Chris Jericho, Kane, The Rock e The Undertaker) sconfisse l'Alliance (Booker T, Kurt Angle, Rob Van Dam, Shane McMahon e Steve Austin), eliminandola definitivamente come da stipulazione, ponendo dunque fine alla lunga rivalità.

## Risultati
| # | Incontri | Stipulazioni                                                                                  | Durata |
| - | --- | --------------------------------------------------------------------------------------------- | ------ |
| 1 | Christian (c) ha sconfitto Al Snow | Single match per il WWF European Championship                                                 | 06:30  |
| 2 | William Regal ha sconfitto Tajiri (con Torrie Wilson)                                                                                    | Single match                                                                                  | 02:59  |
| 3 | Edge (WCW United States Champion) ha sconfitto Test (WWF Intercontinental Champion)                                                      | Single match per l'unificazione di United States Championship e Intercontinental Championship | 11:19  |
| 4 | The Dudley Boyz (WCW Tag Team Champion) hanno sconfitto The Hardy Boyz (WWF Tag Team Champion)                                           | Steel cage match per l'unificazione di Tag Team Championship e WWF Tag Team Championship      | 15:44  |
| 5 | Test ha vinto eliminando per ultimo Billy Gunn                                                                                           | Battle royal                                                                                  | 07:37  |
| 6 | Trish Stratus ha sconfitto Ivory, Jacqueline, Jazz, Lita e Mighty Molly                                                                  | Six-pack challenge per il vacante WWF Women's Championship                                    | 04:23  |
| 7 | Big Show, Chris Jericho, Kane, The Rock e The Undertaker hanno sconfitto Booker T, Kurt Angle, Rob Van Dam, Shane McMahon e Steve Austin | Five-on-five traditional survivor series elimination match                                    | 44:57  |

### Survivor series elimination match
| N° eliminazione | Wrestler            | Team                | Eliminato da        | Tempo               |                     |
| --------------- | ------------------- | ------------------- | ------------------- | ------------------- | ------------------- |
| 1°              | Big Show            | Team WWF            | Shane McMahon       | 12:20               |                     |
| 2°              | Shane McMahon       | Team Alliance       | Chris Jericho       | 14:10               |                     |
| 3°              | Kane                | Team WWF            | Rob Van Dam         | 17:58               |                     |
| 4°              | The Undertaker      | Team WWF            | Kurt Angle          | 19:41               |                     |
| 5°              | Booker T            | Team Alliance       | The Rock            | 22:10               |                     |
| 6°              | Rob Van Dam         | Team Alliance       | Chris Jericho       | 24:29               |                     |
| 7°              | Kurt Angle          | Team Alliance       | The Rock            | 31:29               |                     |
| 8°              | Chris Jericho       | Team WWF            | Steve Austin        | 34:08               |                     |
| 9°              | Steve Austin        | Team Alliance       | The Rock            | 44:57               |                     |
| Sopravvissuto:  | The Rock (Team WWF) | The Rock (Team WWF) | The Rock (Team WWF) | The Rock (Team WWF) | The Rock (Team WWF) |